# Herb Fitzgibbon
Herbert S. „Herb“ Fitzgibbon (* 14. Juli 1942 in Garden City, New York) ist ein ehemaliger US-amerikanischer Tennisspieler. 

## Karriere
Herb Fitzgibbon, der für die Princeton University auch im College Tennis aktiv war, erzielte sein bestes Resultat bei Grand-Slam-Turnieren mit dem Einzug in die Achtelfinals bei den Australian Open 1966 und den French Open 1968. In Wimbledon erreichte er 1965 ebenso die dritte Runde wie fünfmal zwischen 1962 und 1971 bei den US Open. Im Doppel gelang ihm 1966 bei den Australian Championships der Viertelfinaleinzug, sein bestes Resultat. Seine höchste Einzelplatzierung in der Weltrangliste erreichte er am 23. August 1973 mit Position 128.
Bei den Panamerikanischen Spielen 1967 in Winnipeg gewann Fitzgibbon im Einzel die Silbermedaille, nachdem er im Finale Thomaz Koch in vier Sätzen unterlegen war.
Ein Jahr darauf nahm er an den Olympischen Sommerspielen in Mexiko-Stadt teil, bei denen Tennis als Demonstrationswettbewerb zum olympischen Programm gehörte. Im Einzel sicherte er sich als Dritter die Bronzemedaille, während er mit Julie Heldman die Mixed-Konkurrenz gewann.

## Erfolge

### Einzel

#### Finalteilnahmen
| Nr. | Datum           | Turnier    | Belag | Finalgegner | Ergebnis |
| --- | --------------- | ---------- | ----- | ----------- | -------- |
| 1.  | 1. Februar 1969 | Pittsburgh | Sand  | Jan Kodeš   | 6:8, 1:6 |